# Katalogy asijského folklóru
Nejznámější katalog pro klasifikaci lidových vyprávění, systém A. Aarneho a S. Thompsona, byl založen na základě evropského folklóru, což limituje jeho použitelnost pro další regiony.  Zejména složitá je jeho aplikace na lidovou ústní slovesnost dálného východu, neboť ta se vyvíjela prakticky bez kontaktu s Evropou.

## Systémy vycházející z AT
Byly učiněny některé pokusy použít systém Aarneho a Thompsona (AT) i pro folklór asijský. Podle vzoru tohoto slavného evropského katalogu sestavil index motivů čínského lidového vyprávění Nai-tung Ting v roce 1978. Jeho katalog je sice obsáhlý, avšak je kritizován pro opomíjení narativů, které do systému AT nezapadají.
Odlišný přístup zvolila Ikeda Hiroko ve svém katalogu japonského folkloru z roku 1971. Autorka ze systému AT sice vycházela, avšak přizpůsobovala ho charakteru asijské ústní slovesnosti v redefinování jednotlivých typů narací z původního katalogu a přidávání vlastních.

## Původní systémy
Zcela novou klasifikaci folkloru dálného východu předložil Keigo Seki ve svém díle z let 1957–1958, věnovaném japonským lidovým vyprávěním. Byť zjevnou inspirací tomuto katalogu byl systém AT, Seki vytvořil nezávislé třídění folklorních témat a žánrů. Sekiho dílo obsahuje 18 folklórních typů podle témat, např. „Člověk a vodní duch“.
Odlišný systém pak představuje katalog, který pro japonský folklór sestavil Kódži Inada v roce 1988. Ten definuje 1211 typů, které však rozdělil do čtyřech skupin, které však lze zpětně provázat s dělením katalogu Aarneho a Thompsona.
Zcela mimo vliv AT pak stojí strukturální analýza mongolského hrdinského eposu, kterou navrhl Walther Heissig. Jeho klasifikace připomíná funkce Vladimira Jakovleviče Proppa, avšak Heissigovo pořadí jednotlivých motivů není závazné.
Heissigův systém stanovuje následujících 14 motivů:
1. Čas
2. Původ hrdiny
3. Hrdinův domov
4. Hrdina
5. Hrdinův kůň
6. Odchod
7. Pomocníci a přátelé
8. Ohrožení
9. Nepřátelé
10. Střet s nepřítelem a boj
11. Hrdinovy triky a kouzelná moc
12. Namlouvání nevěsty
13. Svatební oslava
14. Cesta domů